# Morti nel 2022/Settembre
| Questa pagina contiene informazioni ricavate automaticamente dalle voci biografiche con l'ausilio del template Bio e di un bot. L'aggiornamento è periodico e automatico e ricostruisce completamente la pagina. Se manca una persona in questa lista, sei pregato di non aggiungerla, ma accertati piuttosto che la sua voce biografica contenga il template Bio e che i dati anagrafici siano correttamente compilati. Se il template Bio manca, inseriscilo tu stesso o, in alternativa, metti l'avviso {{tmp\|Bio}} che ne segnala la mancanza. Se i dati riportati sono sbagliati, correggi direttamente la voce biografica; le modifiche saranno visibili in questa lista entro pochi giorni. Per chiarimenti vedi il progetto biografie. La lista contiene solo le 157 persone che sono citate nell'enciclopedia e per le quali è stato implementato correttamente il template Bio. Pagina aggiornata al 10 lug 2025. |

- 1º settembre - Barbara Ehrenreich, giornalista, scrittrice e attivista statunitense (n. 1941)
- 1º settembre - Ravil Maganov, imprenditore e dirigente d'azienda russo (n. 1954)
- 1º settembre - Jack Marchal, politico, musicista e fumettista francese (n. 1946)
- 1º settembre - Franco Mazzei, orientalista italiano (n. 1939)
- 1º settembre - Gerardo Mazziotti, architetto italiano (n. 1924)
- 1º settembre - Earnie Shavers, pugile statunitense (n. 1944)
- 2 settembre - Mišo Cebalo, scacchista croato (n. 1945)
- 2 settembre - Frank Drake, astronomo e astrofisico statunitense (n. 1930)
- 2 settembre - Manuel Duarte, calciatore portoghese (n. 1945)
- 3 settembre - Jurij Baškatov, nuotatore sovietico (n. 1968)
- 3 settembre - Scott Campbell, hockeista su ghiaccio canadese (n. 1957)
- 3 settembre - Alarico Gattia, fumettista italiano (n. 1927)
- 3 settembre - Shavez Hart, velocista bahamense (n. 1992)
- 3 settembre - Helmut Stein, calciatore tedesco orientale (n. 1942)
- 4 settembre - Boris Lagutin, pugile sovietico (n. 1938)
- 4 settembre - Lee Hyung-kun, sollevatore sudcoreano (n. 1964)
- 4 settembre - Peter Straub, scrittore e poeta statunitense (n. 1943)
- 4 settembre - Saint-Ange Vebobe, cestista francese (n. 1953)
- 5 settembre - Mariella Mehr, scrittrice e poetessa svizzera (n. 1947)
- 5 settembre - Stefano Orlando, generale italiano (n. 1947)
- 5 settembre - Jürgen Theuerkauff, schermidore tedesco (n. 1934)
- 5 settembre - Lars Vogt, pianista tedesco (n. 1970)
- 6 settembre - Salvatore Biasco, economista e politico italiano (n. 1939)
- 6 settembre - Magdalena Ruiz Guiñazú, giornalista e scrittrice argentina (n. 1935)
- 6 settembre - Just Jaeckin, regista, fotografo e gallerista francese (n. 1940)
- 6 settembre - Marcello Piazza, medico italiano (n. 1935)
- 6 settembre - Tina Ramirez, ballerina, coreografa e direttrice artistica statunitense (n. 1929)
- 7 settembre - Vadym Blahovisnyj, aviatore e militare ucraino (n. 1995)
- 7 settembre - Marsha Hunt, attrice statunitense (n. 1917)
- 7 settembre - Giorgio Maioli, calciatore e allenatore di calcio italiano (n. 1940)
- 7 settembre - Giovanni Mialich, calciatore e allenatore di calcio italiano (n. 1934)
- 7 settembre - Piet Schrijvers, calciatore e allenatore di calcio olandese (n. 1946)
- 8 settembre - Jens Birkemose, pittore danese (n. 1943)
- 8 settembre - Gerónimo Cruz, cestista filippino (n. 1937)
- 8 settembre - Gianni Deserri, pittore e scultore italiano (n. 1948)
- 8 settembre - Elisabetta II del Regno Unito, sovrana britannica (n. 1926)
- 8 settembre - Anders Lönnbro, attore, regista e produttore cinematografico svedese (n. 1945)
- 8 settembre - Dave Smith, allenatore di calcio e calciatore scozzese (n. 1933)
- 9 settembre - Domenico Campana, scrittore, sceneggiatore e regista italiano (n. 1929)
- 9 settembre - Jack Ging, attore statunitense (n. 1931)
- 9 settembre - Franco Serpa, latinista, musicologo e germanista italiano (n. 1931)
- 10 settembre - William Klein, fotografo e regista statunitense (n. 1926)
- 11 settembre - Javier Marías, scrittore, traduttore e giornalista spagnolo (n. 1951)
- 11 settembre - John William O'Malley, presbitero e storico statunitense (n. 1927)
- 11 settembre - Alain Tanner, regista svizzero (n. 1929)
- 11 settembre - Elias Theodorou, artista marziale misto e personaggio televisivo canadese (n. 1988)
- 11 settembre - Anthony Varvaro, giocatore di baseball statunitense (n. 1984)
- 12 settembre - PnB Rock, cantautore e rapper statunitense (n. 1991)
- 12 settembre - Ramsey Lewis, compositore e pianista statunitense (n. 1935)
- 13 settembre - Horacio Accavallo, pugile argentino (n. 1934)
- 13 settembre - Fred Callaghan, allenatore di calcio e calciatore inglese (n. 1944)
- 13 settembre - Jean-Luc Godard, regista, sceneggiatore e montatore francese (n. 1930)
- 13 settembre - Brian Hewson, mezzofondista britannico (n. 1933)
- 13 settembre - Giuseppe Pino, fotografo italiano (n. 1940)
- 13 settembre - Jesse Powell, cantautore statunitense (n. 1971)
- 13 settembre - Ken Starr, avvocato e magistrato statunitense (n. 1946)
- 14 settembre - Géza Csapó, canoista ungherese (n. 1950)
- 14 settembre - Bengt Gingsjö, nuotatore svedese (n. 1952)
- 14 settembre - Adam Kendon, psicologo inglese (n. 1934)
- 14 settembre - Irene Papas, attrice greca (n. 1926)
- 14 settembre - Andy Romano, attore statunitense (n. 1936)
- 14 settembre - Henry Silva, attore statunitense (n. 1926)
- 15 settembre - Brian Binnie, aviatore e astronauta statunitense (n. 1953)
- 15 settembre - Eddie Butler, rugbista a 15, giornalista e telecronista sportivo britannico (n. 1957)
- 15 settembre - Jörg Faerber, direttore d'orchestra tedesco (n. 1929)
- 15 settembre - Cristobal Jodorowsky, attore, scrittore e pittore messicano (n. 1965)
- 15 settembre - Saul Kripke, filosofo, logico e matematico statunitense (n. 1940)
- 15 settembre - Diana Maggi, attrice argentina (n. 1925)
- 15 settembre - Francescantonio Nolè, arcivescovo cattolico italiano (n. 1948)
- 16 settembre - Marco Lucchini, giornalista e telecronista sportivo italiano (n. 1945)
- 16 settembre - Amedeo Matacena, politico e armatore italiano (n. 1963)
- 16 settembre - Michael Minovitch, matematico statunitense (n. 1936)
- 16 settembre - Fritz Sperling, bobbista austriaco (n. 1945)
- 16 settembre - Luciano Vassallo, calciatore e allenatore di calcio etiope (n. 1935)
- 16 settembre - Giovanni Giuseppe Zandano, economista italiano (n. 1934)
- 17 settembre - Kelsang Gyatso, monaco buddhista tibetano (n. 1931)
- 17 settembre - Marva Hicks, cantante e attrice statunitense (n. 1956)
- 17 settembre - Igor' Maslennikov, regista sovietico (n. 1931)
- 17 settembre - Vlado Milunić, architetto ceco (n. 1941)
- 17 settembre - Francesco Mora, filosofo e storico della filosofia italiano (n. 1959)
- 17 settembre - Maria Grazia Pagano, politica italiana (n. 1945)
- 17 settembre - Christian Rätsch, antropologo e scrittore tedesco (n. 1957)
- 17 settembre - Maarten Schmidt, astronomo statunitense (n. 1929)
- 18 settembre - Mustafa Dağıstanlı, lottatore e politico turco (n. 1931)
- 18 settembre - Kjell Espmark, scrittore e storico della letteratura svedese (n. 1930)
- 18 settembre - Nick Holonyak Jr., inventore statunitense (n. 1928)
- 18 settembre - Nicolas Schindelholz, calciatore svizzero (n. 1988)
- 19 settembre - Robert Brown, attore statunitense (n. 1926)
- 19 settembre - Joseph Anthony Fiorenza, arcivescovo cattolico statunitense (n. 1931)
- 19 settembre - Rocco Fotia, calciatore italiano (n. 1947)
- 19 settembre - Vladimir Golubev, calciatore e allenatore di calcio sovietico (n. 1950)
- 19 settembre - Pak Yong-il, politico nordcoreano (n. 1966)
- 19 settembre - Valerij Vladimirovič Poljakov, cosmonauta e medico russo (n. 1942)
- 20 settembre - Émile Antonio, calciatore e allenatore di calcio francese (n. 1928)
- 20 settembre - Sergej Puskepalis, attore russo (n. 1966)
- 20 settembre - Virginio Rognoni, politico italiano (n. 1924)
- 21 settembre - Lydia Alfonsi, attrice italiana (n. 1928)
- 21 settembre - Andrea Bodó-Molnár, ginnasta ungherese (n. 1934)
- 21 settembre - Antonio Ceballos Atienza, vescovo cattolico spagnolo (n. 1935)
- 21 settembre - François Corteggiani, fumettista francese (n. 1953)
- 21 settembre - Greg Lee, cestista statunitense (n. 1951)
- 21 settembre - Raju Srivastav, comico e attore indiano (n. 1963)
- 22 settembre - Gianni Goldoni, calciatore italiano (n. 1936)
- 22 settembre - Hilary Mantel, scrittrice e critica letteraria britannica (n. 1952)
- 22 settembre - Marc Danval, giornalista, scrittore e critico musicale belga (n. 1937)
- 23 settembre - Prince Amartey, pugile ghanese (n. 1944)
- 23 settembre - Louise Fletcher, attrice statunitense (n. 1934)
- 23 settembre - Giuliano Fortunato, calciatore italiano (n. 1940)
- 23 settembre - Vladimir Arkad'evič Krasnopol'skij, regista sovietico (n. 1933)
- 23 settembre - Pharoah Sanders, sassofonista statunitense (n. 1940)
- 23 settembre - Celso Luiz Scarpini, cestista brasiliano (n. 1944)
- 24 settembre - Hudson Austin, politico e generale grenadino (n. 1938)
- 24 settembre - Marie-Louise Fort, politica francese (n. 1950)
- 24 settembre - Rita Gardner, attrice statunitense (n. 1934)
- 24 settembre - Francesca Natividad, attrice, ballerina e attrice pornografica messicana (n. 1948)
- 24 settembre - Paola Neri, cantante italiana (n. 1940)
- 24 settembre - Pavel Pervušin, sollevatore sovietico (n. 1947)
- 24 settembre - Gianfranco Spadaccia, politico e giornalista italiano (n. 1935)
- 24 settembre - Fiorenzo Toso, linguista italiano (n. 1962)
- 25 settembre - Renato Alberti, calciatore italiano (n. 1936)
- 25 settembre - Aïcha Chenna, attivista marocchina (n. 1941)
- 25 settembre - Miguel del Río, allenatore di pallacanestro cubano (n. 1950)
- 25 settembre - Jacques Drèze, economista belga (n. 1929)
- 25 settembre - James Florio, politico statunitense (n. 1937)
- 25 settembre - Roy MacLaren, calciatore scozzese (n. 1930)
- 25 settembre - Andrés Prieto, calciatore cileno (n. 1928)
- 25 settembre - Rafaėl' Čimiškjan, sollevatore sovietico (n. 1929)
- 26 settembre - Giancarlo Beltrami, calciatore e dirigente sportivo italiano (n. 1937)
- 26 settembre - Paolo Bordoni, pianista italiano (n. 1942)
- 26 settembre - Joe Bussard, musicologo e produttore discografico statunitense (n. 1936)
- 26 settembre - Ronney Pettersson, calciatore svedese (n. 1940)
- 26 settembre - Paolo Tringali, politico e sindacalista italiano (n. 1925)
- 26 settembre - Yusuf al-Qaradawi, teologo qatariota (n. 1926)
- 27 settembre - Bruno Arena, comico, cabarettista e attore italiano (n. 1957)
- 27 settembre - Kurt Binder, fisico austriaco (n. 1944)
- 27 settembre - Bruno Bolchi, calciatore e allenatore di calcio italiano (n. 1940)
- 27 settembre - Gerrit Borghuis, calciatore olandese (n. 1939)
- 27 settembre - Joan Hotchkis, attrice statunitense (n. 1927)
- 27 settembre - Michael John Sheridan, vescovo cattolico statunitense (n. 1945)
- 28 settembre - Giorgio Coraluppi, imprenditore e inventore statunitense (n. 1934)
- 28 settembre - Edoardo Guarnera, tenore, attore e personaggio televisivo italiano (n. 1960)
- 28 settembre - Coolio, rapper e attore statunitense (n. 1963)
- 28 settembre - Jim Nisbet, scrittore e poeta statunitense (n. 1947)
- 28 settembre - Julio Osorio, cestista panamense (n. 1939)
- 28 settembre - José Pacheco Gómez, calciatore e giornalista spagnolo (n. 1947)
- 28 settembre - Doru Rădulescu, cestista rumeno (n. 1961)
- 29 settembre - Gaetano Arangio-Ruiz, giurista italiano (n. 1919)
- 29 settembre - Gavin Escobar, giocatore di football americano statunitense (n. 1991)
- 29 settembre - Paul Veyne, storico francese (n. 1930)
- 30 settembre - Khaled Al-Zylaeei, calciatore saudita (n. 1987)
- 30 settembre - Franco Dragone, regista e direttore teatrale italiano (n. 1952)
- 30 settembre - Alberto Papuzzi, giornalista e saggista italiano (n. 1942)
- 30 settembre - Ivan Petunin, rapper e attivista russo (n. 1995)
- 30 settembre - Marvin Powell, giocatore di football americano statunitense (n. 1955)
- 30 settembre - François Remetter, calciatore francese (n. 1928)
- 30 settembre - Alexandru Vagner, calciatore rumeno (n. 1989)
- 30 settembre - Jurij Zajcev, sollevatore sovietico (n. 1951)